# Jean François Billeter
Jean François Billeter (Bázel, 1939. június 7. –;  kínai neve pinjin hangsúlyjelekkel: Bì Láidé; magyar népszerű: Pi Laj-tö; egyszerűsített kínai: 毕来德; hagyományos kínai: 畢來德) svájci sinológus, a Genfi Egyetem nyugalmazott professzora.

## Élete
Jean François Billeter 1972-ben vezette be a Genfi Egyetem a kínai nyelv oktatását majd 1987-ben megalapította a kínai tanszékét, amelynek tizenkét évig tanszékvezető professzora volt. 1999-ben vonult nyugdíjba. Nyugalomba vonulását követően is folytatja kutatásait és a publikálást. A svájci sinológia meghatározó alakja. 1990-ben a L'Art chinois de l'écriture című munkájáért Stanislas Julien-díjjal jutalmazták.

## Főbb művei
- Li Zhi, philosophe maudit (1527–1602). Contribution à une sociologie du mandarinat de la fin des Ming. Droz, Paris/Genève, 1979
- "The System of 'Class Status'". In: Stuart R. Schram (Hrsg.): The Scope of State Power in China. The Chinese University Press, Hong Kong, 1985, S. 127–169.
- L'art chinois de l'écriture. Skira, Genève, 1989
- Mémoire sur les études chinoises à Genève et ailleurs. Librairie du Rameau d'Or, Genève, 1998
- Chine trois fois muette : essai sur l'histoire contemporaine et la Chine. Allia, Paris 2000 (Neuauflage 2006) ISBN 2844851460
- Leçons sur Tchouang-Tseu. Allia, Paris, 2002
- Etudes sur Tchouang-tseu. Allia ("Petite collection"), Paris, 2004
- Contre François Jullien. Allia, Paris, 2006

## További hivatkozások
- Cours donnés à la Faculté des Lettres de l'Université de Genève.